# Пруссы (городской округ Мытищи)
Пруссы — деревня в городском округе Мытищи Московской области России. Население — 22 чел. (2010).

## География
Расположена на севере Московской области, в восточной части Мытищинского района, примерно в 12 км к северу от центра города Мытищи и 14 км от Московской кольцевой автодороги, на южном берегу Пяловского водохранилища системы канала имени Москвы. До образования водохранилища находилась на правом берегу реки Учи.
В деревне 4 улицы — Лесная, Набережная, Садовая и Центральная, территория дома отдыха Пялово. Связана автобусным сообщением с районным центром. Ближайшие населённые пункты — деревня Витенёво, Манюхино и Никульское.

## Население
| 1678 | 1852 | 1859 | 1899 | 1926 | 2002 | 2010 |
| ---- | ---- | ---- | ---- | ---- | ---- | ---- |
| 14   | ↗28  | ↘24  | ↘23  | ↗63  | ↘8   | ↗22  |

## История
XVII—XVIII вв.
По писцовым книгам 1623—1624 гг. село Прусы на реке Уче с храмом во имя Рождества Пресвятой Богородицы находилось во владении князя Ивана Михайловича Катырёва-Ростовского.
В 1646 году принадлежало боярину князю Никите Ивановичу Одоевскому, а в 1678 году — князю Василию Фёдоровичу Одоевскому, после которого его жена вдова княгиня Акулина Фёдоровна завещала продать село, а вырученные деньги отдать в Ростовский девичий монастырь.
В 1688 году из Приказа Большого Дворца село продано боярину Алексею Семёновичу Шеину, позже принадлежало его жене и сыну.
После пресечения рода Шеиных село отошло в казну. Царь Пётр подарил его жене царице Екатерине Алексеевне. В 1721 году село приписано к дворцовым вотчинам, затем пожаловано Петром II графу Семёну Леонтьевичу Гендрикову. В 1759 году владельцем стал его сын граф Иван Семёнович, от которого в 1780 году село перешло к его жене вдове графине Екатерине Сергеевне.
XIX—XX вв.
В середине XIX века сельцо Прусы относилось ко 2-му стану Московского уезда Московской губернии и принадлежала коллежскому асессору Крымовой Марье Ивановне, в сельце была церковь, господский дом, дворовых 12 душ мужского пола и 16 душ женского.
В «Списке населённых мест» 1862 года — владельческое село 2-го стана Московского уезда по левую сторону Ольшанского тракта (между Ярославским шоссе и Дмитровским трактом), в 20 верстах от губернского города и 10 верстах от становой квартиры, при реке Уче, с 4 дворами, православной церковью и 24 жителями (12 мужчин, 12 женщин).
По данным на 1899 год — село Троицкой волости Московского уезда с 23 жителями.
В 1913 году при сельце были усадьбы Шилова и Абрикосова.
По материалам Всесоюзной переписи населения 1926 года — сельцо Кузнецовского сельсовета Пушкинской волости Московского уезда в 5,5 км от Болтинского шоссе и 8,5 км от станции Клязьма Северной железной дороги, проживало 63 жителя (50 мужчин, 13 женщин), насчитывалось 7 хозяйств, из которых 6 крестьянских, работала трудовая коммуна.
С 1929 года — населённый пункт в составе Пушкинского района Московского округа Московской области. Постановлением ЦИК и СНК от 23 июля 1930 года округа как административно-территориальные единицы были ликвидированы.
Административная принадлежность
1929—1954 гг. — деревня Манюхинского сельсовета Пушкинского района.
1954—1955 гг. — деревня Жостовского сельсовета Пушкинского района.
1955—1963, 1965—1994 гг. — деревня Жостовского сельсовета Мытищинского района.
1963—1965 гг. — деревня Жостовского сельсовета Мытищинского укрупнённого сельского района.
1994—2006 гг. — деревня Жостовского сельского округа Мытищинского района.
2006—2015 гг. — деревня городского поселения Пироговский Мытищинского района.

## Известные уроженцы
- Иван Алексеевич Каблуков (1857—1942) — российский и советский физикохимик, почётный член Академии наук СССР, прототип «Рассеянного» из стихотворения Самуила Маршака.